# Берёзовка (сельское поселение Красные Дома)
Берёзовка — деревня в Елховском районе Самарской области России. Входит в состав сельского поселения Красные Дома.

## География
Деревня находится в северной части Самарской области, в лесостепной зоне, на расстоянии примерно 17 км (по прямой) к юго-востоку от села Елховка, административного центра района. Абсолютная высота — 136 м над уровнем моря.
Климат
Климат характеризуется как умеренно континентальный. Среднегодовая температура воздуха — 4 °С. Средняя температура воздуха самого тёплого месяца (июля) — 26,3 °C (абсолютный максимум — 39 °C); самого холодного (января) — −12,8 °C (абсолютный минимум — −48 °C). Снежный покров держится в течение 150 дней.
Часовой пояс
Деревня Берёзовка, как и вся Самарская область, находится в часовой зоне МСК+1. Смещение применяемого времени относительно UTC составляет +4:00.

## Население
| 2010 |
| ---- |
| 0    |